# Gulmira Imin
 (janvier 2025).
Pour les articles homonymes, voir Imin.
Gulmira Imin (chinois simplifié : 古丽米拉·依明, ouïghour : گۈلمىرە ئىمىن) est une militante ouïghoure des droits humains et ancienne fonctionnaire de la Région autonome Ouïghoure du Xinjiang, en Chine. Elle est connue pour son rôle dans la dénonciation des abus contre les communautés musulmanes de la région du Xinjiang. Elle a été condamnée en 2010 à la prison à vie pour séparatisme et divulgation de secret d’État.

## Biographie
Gulmira Imin est née dans une famille ouïghoure musulmane vivant dans la Région autonome Ouïghoure du Xinjiang, en Chine. Elle est ancienne administratrice et modératrice du site d'information en langue ouïghoure Salkin et travaillait en tant que fonctionnaire pour le gouvernement locale du Xinjiang. En 2000, elle a obtenu son diplôme de traduction chinois-ouïghour de l'Université du Xinjiang et a commencé à travailler la même année pour le comité de sous-direction à Aksu.
En juillet 2009, elle a participé à une manifestation à Ürümqi, capitale de la Région du Xinjiang, protestant contre les meurtres de travailleurs migrants ouïghours dans la province du Guangdong. Initialement pacifiques, ces manifestations ont tourné à la violence, avec environ 200 personnes, pour la plupart Ouïghoures, tuées lors des émeutes et des affrontements avec la police.Les autorités chinoises l'ont accusée d'avoir organisé ces manifestations, publié des annonces à leur sujet sur Salkin et divulgué des secrets d'État à son mari en Norvège. Sa famille n'a pas été informée de son arrestation et n'a pas eu connaissance de son emplacement jusqu'à la diffusion en octobre 2009 d'un documentaire de la télévision centrale chinoise la montrant en tenue de prison. Elle a été condamnée en 2010 à la prison à vie pour séparatisme et divulgation de secret d’État.

## Condamnation
Le 1ᵉʳ avril 2010, le tribunal populaire intermédiaire d'Ürümqi l'a condamnée à la réclusion à perpétuité pour « séparatisme », « divulgation de secrets d'État » et « organisation d'une manifestation illégale ». Elle a rapporté avoir été torturée en détention et contrainte de signer des documents sans les lire. En 2017, après avoir signé une déclaration de remords, sa peine a été réduite à 19 ans et huit mois de prison. Son état de santé est à ce jour inconnu par faute d’informations de la part du régime.
Gulmira Imin est actuellement détenue à la prison pour femmes du Xinjiang à Ürümqi. Les groupes de défense des droits humains tels qu'Amnesty International, Human Rights Watch ou encore Reporters sans frontières considèrent qu'elle a été injustement ciblée et estiment que son procès n'a pas été équitable. Des organisations internationales, dont la Commission des États-Unis sur la liberté religieuse internationale (USCIRF), continuent de plaider pour sa libération, soulignant les violations des droits de l'homme dont elle a été victime.

## Résonance internationale
Son cas est devenue un symbole de la répression exercée par les autorités chinoises contre les Ouïghours, notamment à travers la censure, les arrestations arbitraires et les violations des droits humains qui ont lieu dans la région du Xinjiang et contre les minorités musulmanes. Gulmira Imin figure parmi des nombreux Ouïghours qui ont été emprisonnés et placés dans les camps de "ré-éducation", dans le cadre d'une campagne de répression largement critiquée par la communauté internationale.